# 反町分屯地
反町分屯地（そりまちぶんとんち）は、宮城県宮城郡松島町初原字樋の沢16に所在し、陸上自衛隊東北補給処反町弾薬支処等が駐屯する陸上自衛隊仙台駐屯地の分屯地である。東北方面隊唯一の分屯地でもある。分屯地司令は、反町弾薬支処長が兼務。　

## 沿革
1954年（昭和29年）：反町弾薬支処を開所。

## 駐屯部隊・機関

### 東北方面隊隷下部隊
- 陸上自衛隊東北補給処
  - 反町弾薬支処
- 東北方面システム通信群
  - 第103基地システム通信大隊
    - 第303基地システム通信中隊
      - 反町派遣隊

## 最寄の幹線交通
- 高速道路：三陸自動車道松島大郷IC
- 一般道路：国道45号、国道346号、宮城県道8号仙台松島線、宮城県道9号大和松島線、宮城県道144号赤沼松島線、宮城県道146号小牛田松島線
- 鉄道：JR東日本東北本線 愛宕駅
- 港湾：仙台塩釜港（特定重要港湾）、石巻港（重要港湾）
- 飛行場：仙台空港（第二種空港）

## アクセス
- JR東北本線・愛宕駅より徒歩12分
- 三陸自動車道・松島北ICより1.5km、松島大郷ICより1.8km